# Arhangaj

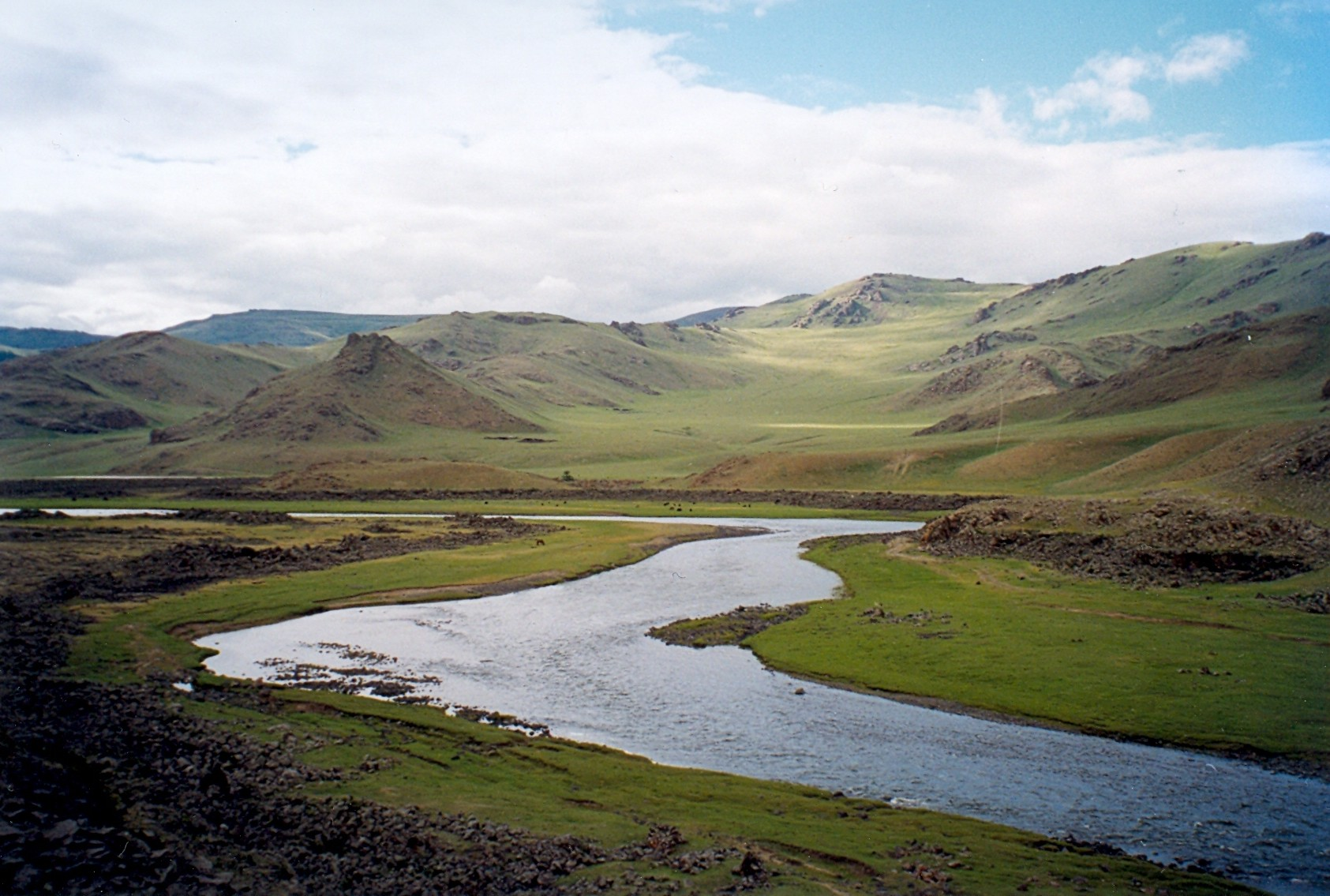
Het landschap van Tariat.

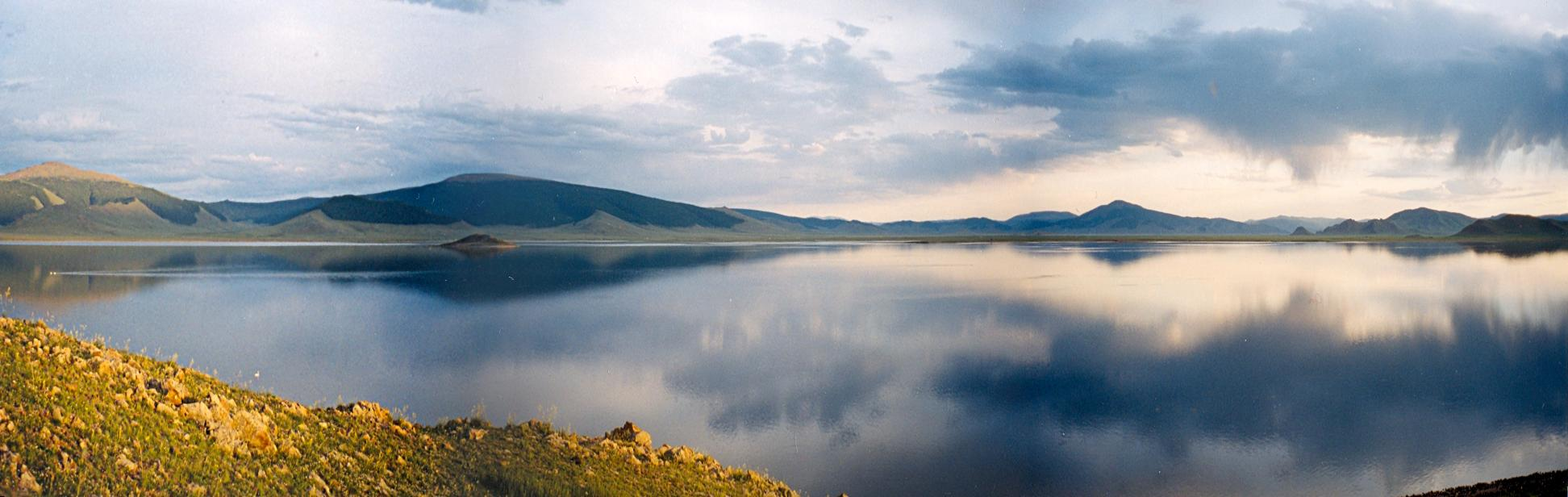
Panoramische blik op Terkhiin Tsagaan Nuur.

Ajmag Arhangaj (Mongools: Архангай аймаг) is een van de eenentwintig ajmguud (provincie) van Mongolië. De hoofdstad is de stad Tsetserleg. Arhangaj beslaat een oppervlakte van 55. 313.82 km² en heeft 96.720 inwoners (2018).

## Geografie
De provincie ligt ten westen van het centrum van het land, op de noordelijke hellingen van het Changaigebergte. Het hoogste punt is de Harlagtaj met 3.529 meter; het laagste punt is het gebied van de samenvloeiing van de Orhonrivier en Tamirrivier op 1.290 meter boven zeeniveau. De bekendste berg is de uitgedoofde vulkaan Horgo, die ligt in het Horgo-Terkhiin Tsagaan Nuur Nationaal Park.

##### Wateren
De rivieren Chuluut, Hanui en Tamir ontstaan in de valleien van het Changaigebergte. De Orhon stroomt over een korte afstand door het oosten van de provincie. 
Het meer Terkhiin Tsagaan Nuur is gelegen in het westen, in het 773 km² grote Nationaal Park Horgo-Terhiin Tsagaan Nuur. Het kleine Ögii Nuur ligt in het oosten van de provincie in de gelijknamige sum.

## Geschiedenis
Na de Mongoolse revolutie van 1921 en de daaropvolgende hervorming van de bestuurlijke structuur, werd de ajmag Tsetserleg Mandal Uul gevormd. 
Arhangaj werd in 1931 weer gevormd uit delen van Tsetserleg Mandal Uul. In die tijd had de ajmag 35 sums met ruim 65.000 inwoners in ruim 22.000 huishoudens, en 1.800.000 stuks vee. De hoofdstad Tsetserleg ligt op de plaats van het Zayiin Chüree klooster, gesticht in 1586, thans gelegen in het noordelijk deel van de stad.

## Economie
De belangrijkste bron van inkomsten is de veeteelt. Volgens gegevens uit 2004 werden er in totaal ruim 1,9 miljoen dieren gehouden: schapen, geiten, koeien en jaks, paarden en kamelen. De kamelen vrijwel uitsluitend in het zuidoostelijk deel van de ajmag.

##### Transport
Het vliegveld van Tsetserleg wordt vrijwel niet gebruikt. Tweemaal per dag is er een busdienst vanuit Ulaanbaatar via Charchorin naar Tsetserleg. Over dezelfde route rijden onregelmatig minibussen.

## Administratieve indeling

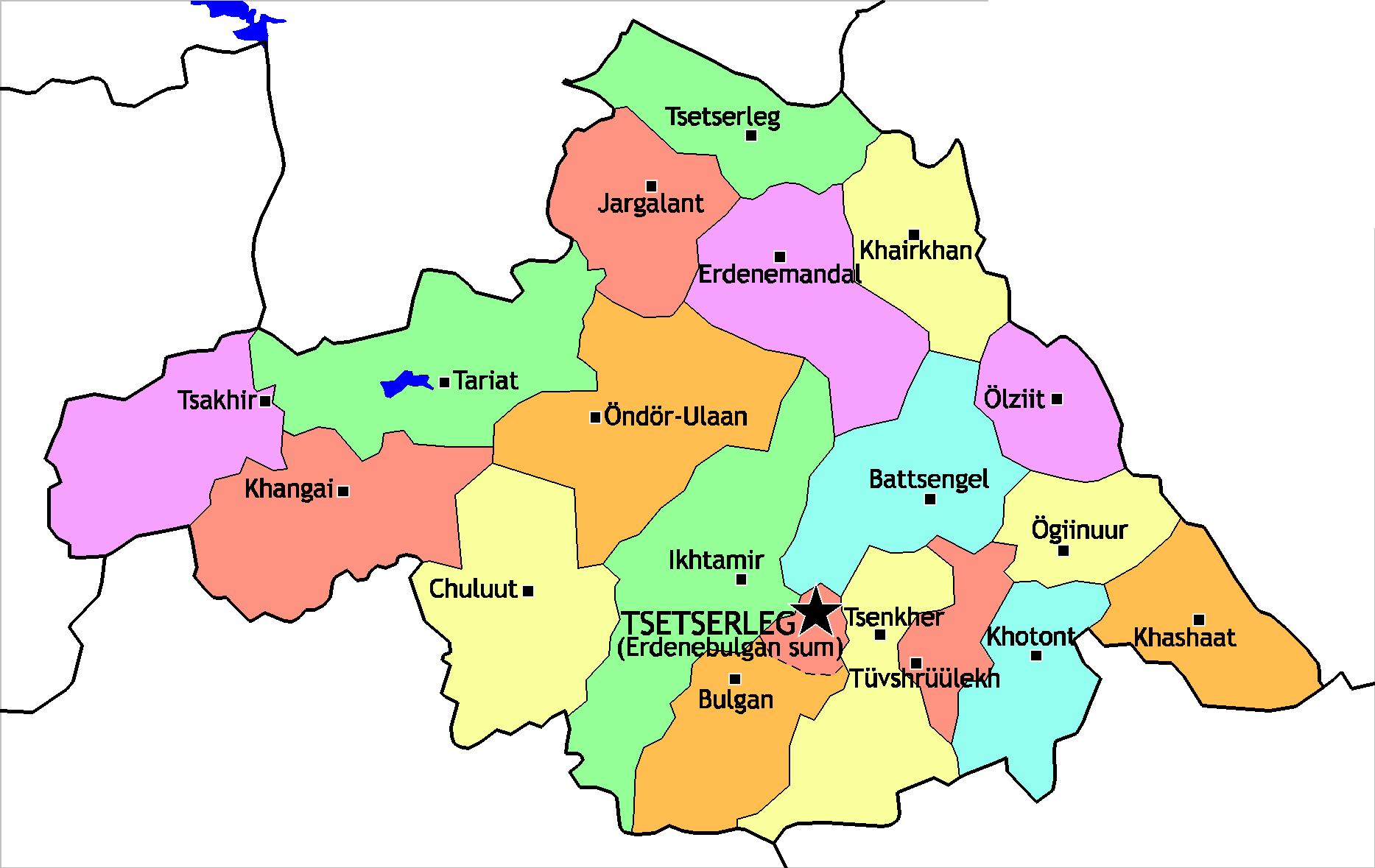
Sums van Arhangaj

De hoofdstad Tsetserleg is gesitueerd in de Sum Bulgan, in het zuiden van de ajmag. Niet te verwarren met de gelijknamige Sum Tsetserleg in het noorden. 
De hoofdstad heeft ruim 21.000 inwoners, de overige plaatsen zijn klein, Tüvshrüülekh is in grootte de tweede met bijna 2.000 inwoners.
Arhangaj · Bajan-Ölgi · Bajanhongor · Bulgan · Darhan-Uul · Dornod · Dornogovĭ · Dundgovĭ · Govĭ-Altaj · Govĭsümber · Henti · Hovd · Hövsgöl · Ömnögovĭ · Orhon · Övörhangaj · Selenge · Sühbaatar · Töv · Uvs · Zavhan